# Куколовка
Ку́коловка (укр. Куколівка) — село в Попельнастовской сельской общине Александрийского района Кировоградской области Украины.
Население по переписи 2001 года составляло 884 человека. Население 644 человек на 2023 год. Почтовый индекс — 28052. Телефонный код — 5235. Код КОАТУУ — 3520384401.
Село Куколовка — родина Героя Советского Союза Ивана Родионовича Якименко (1903—1971).